# Kleine Münze
Als Kleine Münze werden im Urheberrecht Deutschlands solche Werke bezeichnet, die an der untersten Grenze eines gerade eben noch urheberrechtlich geschützten Werkes liegen. Der Begriff betrifft Gestaltungen, die die Anforderungen des urheberrechtlichen Werkbegriffs erfüllen und so für einen rechtlichen Schutz prinzipiell in Betracht kommen. Allerdings verfügen sie über eine lediglich geringe schöpferische Ausdruckskraft (sog. Schöpfungs-, Gestaltungs- oder Werkhöhe); das lässt die Schutzwürdigkeit wiederum anzweifeln.

Während das ARD-Logo selbst nicht als „kleine Münze“ im Sinne des Urheberrechts in Betracht kommt, da eine Grafik als Geschmacksmuster geschützt werden kann, ist z. B. der Tagesschau-Jingle urheberrechtlich als Form der kleinen Münze geschützt, auch wenn er nur aus sechs Tönen besteht.

## Grundsatz
Die kleine Münze bestimmt die unterste Grenze der gerade noch urheberrechtlich schützbaren Werke. Sie wird daher in einem viel zitierten Satz auch als „Stiefkind des Urheberrechts“ bezeichnet, es gilt jedoch, dass „auch die kleine Münze eben noch Münze ist, zwar auf der Grenze aber gerade noch im urheberrechtlichen Schutzbegriff“. Das in Frage kommende Werk muss neben den Anforderungen an den Werkbegriff über ein ausreichendes Maß an schöpferischem Inhalt verfügen. Der Begriff „kleine Münze“ besagt lediglich, dass die Messlatte in Hinblick auf die Gestaltungshöhe niedrig angelegt sein kann. So sind auch einfache Werke durch das Urheberrecht schützbar, die über ein schwaches Maß an individueller, schöpferischer und gestalterischer Ausdruckskraft verfügen. Maßgeblich ist, dass eine schöpferisch wertvolle und daher schutzwürdige Errungenschaft erschaffen wurde. Der Grad an notwendiger Ausdruckskraft wird bei den verschiedenen Werkarten in unterschiedlich starkem Maße eingefordert: So ist die Schutzuntergrenze bei Werken der Literatur höher angesetzt, wohingegen auf musikalischem Gebiet auch einfachste Melodien wie z. B. Jingles als kleine Münze schutzwürdig sein können.
Bei angewandter Kunst wie zum Beispiel Gebrauchsgrafik oder Produktdesign fand der Schutz der kleinen Münze lange keine Anwendung. Das Bundesverfassungsgericht begründete dies mit der Möglichkeit des Geschmacksmusterschutzes für kunsthandwerkliche Arbeiten, welcher das Urheberrecht im unteren schützenswerten Bereich als lex specialis verdrängt.
Der Bundesgerichtshof entschied im November 2013, dass an den Urheberrechtsschutz von Werken der angewandten Kunst im Sinne von § 2 Abs. 1 Nr. 4, Abs. 2 UrhG grundsätzlich keine anderen Anforderungen zu stellen sind als an den Urheberrechtsschutz von Werken der zweckfreien bildenden Kunst oder des literarischen und musikalischen Schaffens. Es genügt daher, dass sie eine Gestaltungshöhe erreichen, die es nach Auffassung der für Kunst empfänglichen und mit Kunstanschauungen einigermaßen vertrauten Kreise rechtfertigt, von einer „künstlerischen“ Leistung zu sprechen. Es ist dagegen nicht erforderlich, dass sie die Durchschnittsgestaltung deutlich überragen.

## Geschichtlicher Hintergrund
Der Begriff „Kleine Münze“ ist seit mindestens 1879 im juristischen Sprachgebrauch nachweisbar:

„[S]o fühlt man sich fast versucht, Carey beizustimmen, der immer wieder darauf hinweist, daß der Autorenschutz weniger den Autoren und Gelehrten ersten Ranges, als vielmehr denjenigen Schriftstellern zu Gute komme, welche schon vorhandene Ideen verwerthen und gleichsam in kleine Münze umprägen […].“

1921 wurde der Begriff „Kleine Münze“ von dem Rechtswissenschaftler Alexander Elster in seinem Grundlagenlehrbuch Gewerblicher Rechtsschutz geprägt und hielt schnell Einzug in die juristische Fachsprache. Auch die Gerichtsbarkeit ging seit der Weimarer Republik davon aus, dass lediglich ein „geringer Grad individuellen Schaffens“ zur Begründung einer Schutzwürdigkeit ausreiche. Das deutsche Urheberrecht der Bundesrepublik hielt vor und nach Einführung des Urheberrechtsgesetzes im Jahre 1965 an dieser Rechtstradition fest. Auch der Bundesgerichtshof steht in Bezug auf die sogenannte kleine Münze nach wie vor in der Tradition der Rechtsprechung des Reichsgerichts.

## Jüngere Entwicklung
Zunehmend wird Kritik am Rechtsinstitut der kleinen Münze laut. So wird oft vorgebracht, dass sie nahezu willkürlich bestimmt werden könne und keinen klaren Kriterien unterliege. Dabei wird oft als ausreichend betrachtet, wenn der Schutz simpel ausgestalteter Werke durch das Wettbewerbsrecht oder ein eigens dafür eingerichtetes Gesetz (z. B. OlympSchG) übernommen werden würde. Dadurch könne zumindest der Ausbeutung von cleveren Einfällen vorgebeugt werden. Dem wird allerdings bis heute entgegengehalten, dass das Urheberrecht gerade auch zum Schutz der kleinen kulturellen Errungenschaften eingerichtet worden ist. Daher würde eine lockerere Handhabung wohl dem Willen des Gesetzgebers widersprechen.
Dem steht eine Tendenz entgegen, unter Berufung auf den einheitlichen Werkbegriff des Urheberrechts und der Entwicklung der europäischen Rechtsetzung die kleine Münze als untere Grenze des urheberrechtlichen Schutzes auf alle Werkarten, also auch im Bereich der angewandten Kunst auszudehnen. Davor warnen andere Stimmen, da eine Absenkung des Standards bis hin zu einem „verallgemeinerten Nachahmungsschutz“ eine „Relativierung des Urheberrechtsschutzes und eine Verschiebung von der Urheber-Orientierung zur Werk- und Investoren-Orientierung bedeuten“ sowie Probleme mit dem Urhebervertragsrecht geben würde.
Konkrete gesetzgeberische Maßnahmen zur Abschaffung oder Aufweichung des Schutzes der kleinen Münze sind derzeit nicht ersichtlich. Der Rechtswissenschaftler Marcel Bisges hat jedoch 2014 mittels einer empirischen Untersuchung von 118 Kleine-Münze-Fällen nachgewiesen, dass Gerichtsentscheidungen über die urheberrechtliche Schutzfähigkeit eines Erzeugnisses im Wesentlichen gar nicht von der ohnehin objektiv kaum bestimmbaren Gestaltungshöhe eines Erzeugnisses abhängen, sondern in Wahrheit von seinem Herstellungsaufwand.
Die Werkeigenschaft wird immer dann bejaht, wenn ein hoher Herstellungsaufwand, ein hoher wirtschaftlicher Wert oder ein prominenter Urheber gegeben sind  – dies, obwohl Rechtsprechung und Literatur ausdrücklich betonen, dass ökonomische Aspekte bei der Entscheidung keine Rolle spielen sollen. Insofern ist fraglich, wie lange die Rechtsprechung ihre Kleine-Münze-Entscheidungen noch mit der Gestaltungshöhe rechtfertigen kann. Die Berücksichtigung des Herstellungsaufwands sei, so Bisges, unter Wohlfahrtsgesichtspunkten jedenfalls sinnvoll, führe zu effizienten und gerechten Ergebnissen und solle nicht länger von der Rechtsprechung verdeckt werden. Immerhin kann dieses Merkmal objektiv überprüft werden. Bisges schlägt daher eine verbesserte Werkdefinition vor, die anstelle der Gestaltungshöhe den Herstellungsaufwand des Erzeugnisses berücksichtigt.

## Beispiele
Beispiele für Werke, die trotz ihrer geringen individuellen Eigenart urheberrechtlichen Schutz genießen, sind: einfache Rezept- oder Musiksammlungen, simple Computerprogramme, einprägsame Tonabfolgen (z. B. Jingles) und Ähnliches. Beispielsweise ist die Sechs-Ton-Folge der Tagesschau trotz ihrer Einfachheit urheberrechtlich geschützt. Zu weiteren konkreten Beispielen aus der Rechtsprechung siehe unten.

### Praxis
- Marcel Bisges: Handbuch Urheberrecht. ESV Verlag, Berlin 2016, ISBN 978-3-503-16618-3.
- Manfred Rehbinder: Urheberrecht. 16. Auflage. Beck, München 2010, ISBN 978-3-406-59768-8.
- Haimo Schack: Urheber- und Urhebervertragsrecht. 4. Auflage. Mohr Siebeck, Tübingen 2007, ISBN 978-3-16-149489-5.
- Gerhard Schricker (Hrsg.): Urheberrecht – Kommentar. 3. Auflage. Beck, München 2006, ISBN 3-406-53783-9.

### Forschung
- Marcel Bisges: Die Kleine Münze im Urheberrecht – Analyse des ökonomischen Aspekts des Werkbegriffs. Nomos-Verlag, Baden-Baden 2014, ISBN 978-3-8487-1775-0.
- Schulze, Gernot: Die kleine Münze und ihre Abgrenzungsproblematik bei den Werkarten des Urheberrechts. Hochschulverlag, Freiburg 1983, ISBN 3-8107-6566-X. (zugleich Dissertation Freie Universität Berlin 1981)
- Thoms, Frank: Der urheberrechtliche Schutz der kleinen Münze. 1980, ISBN 3-88259-061-0.

### Rechtsprechung
- BGH in Archiv für Urheber- und Medienrecht (UFITA) 1968, S. 315 (315 ff.) (Gaudeamus igitur)
- BGH Urteil vom 26. September 1980 – Az. I ZR 17/78 – in GRUR 1981, S. 267 (267 ff.) (Dirlada)
- BGH Urteil vom 3. Februar 1988 – Az. I ZR 143/86 – in GRUR 1988, S. 810 (810 ff.) (Fantasy)
- BGH Urteil vom 3. Februar 1988 – Az. I ZR 142/86 – in GRUR 1988, S. 812 (812 ff.) (Ein bißchen Frieden)
- BGH Urteil vom 24. Januar 1991 – Az. I ZR 72/89 – in GRUR 1991, S. 533 (Brown Girl II)